# L'Équipe Spectra
 (mai 2016).

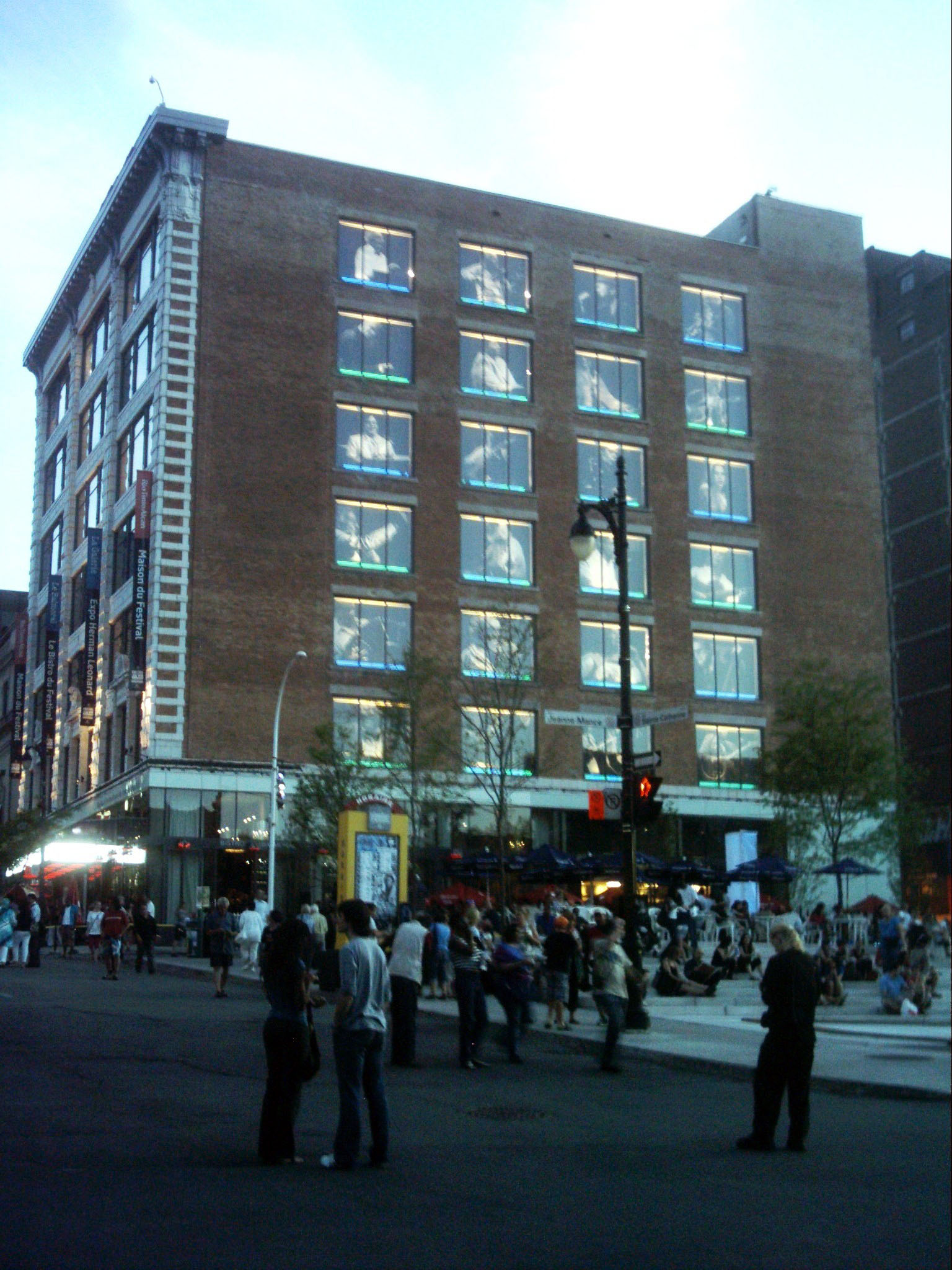
La Maison du Festival, côté est, près de la place des Festivals.

L'Équipe Spectra est une entreprise de production culturelle et une agence d'artiste du Québec au Canada.

## Historique
C'est en janvier 1976 qu'André Ménard, Denyse McCann et Alain Simard fondent Spectra Scène. Ce dernier avait produit dès 1969 les premiers spectacles en Amérique des Genesis, Pink Floyd, et Gentle Giant, sous le nom de Productions Kosmoss. Dès le début de la formation de ce qui allait devenir L'Équipe Spectra, les associés produisent en 1976 la tournée d’Harmonium avec L'Heptade. En 1978, elle annonce la création du Festival international de jazz de Montréal, puis la création des Disques Spectra dont ils produiront Offenbach, premier groupe québécois à se produire au Forum de Montréal.
En 1980, les associés fondent la société Spectel Vidéo en association avec Momentum Vidéofilm. La même année, ils produisent la tournée Québec Rock dans une vingtaine d’arénas avec Offenbach, Garolou, Zachary Richard et Joe Cocker. Le Spectrum de Montréal est fondé par L'Équipe Spectra en 1982; la salle multi-fonctionnelle a été l’hôte de nombreux
événements : The Police, Midnight Oil, Miles Davis, Michel Rivard, Renaud, Niagara, Tina Turner et plusieurs séries télévisées (Lautrec 83, Samedi de rire,
La LNI, Samedi P.M., Le Spectacle du mois, Trois gars, un samedi soir, etc.)
Le 30 juin 2009, est inaugurée la Maison du Festival, initiative du L'Équipe Spectra avec un concert d'Oliver Jones dans la salle L'Astral.
En décembre 2013, le Groupe CH achète L'Équipe Spectra pour un montant non dévoilé, toutefois l'équipe dirigeante reste en poste.
Le fonds d'archives de l'Équipe Spectra (P10006) est conservé au centre BAnQ Vieux-Montréal de Bibliothèque et Archives nationales du Québec.

## Activités et propriétés
L'Équipe Spectra regroupe en 2014 une douzaine d'entreprises privées (dont une importante agence de gestion d'artiste), 3 grands festivals internationaux et est propriétaire-gestionnaire de la Maison du Festival.
Au niveau des festivals et des salons d'instruments de musique, L'Équipe Spectra organise les événements suivants :
- Festival international de jazz de Montréal (FIJM)
- FrancoFolies de Montréal
- Montréal en lumière
- Salon des instruments de musique de Montréal (SIMM)
- Salon de guitare de Montréal
- Grand Prix de Guitare de Montréal
- Camp de blues

### Artistes
De plus, L'Équipe Spectra chapeaute l'Agence Spectra qui produit bon nombre d'artistes québécois, par exemple : 
- Marco Calliari
- Jim Corcoran
- Isabelle Cyr
- Les Denis Drolet
- Marc Déry
- Jean-Thomas Jobin
- Magnolia
- Marjo
- DJ Champion
- Louise Forestier
- Mônica Freire
- Michel Fugain
- Yann Perreau
- Paul Piché
- Zachary Richard
- Michel Rivard
- Caroline Savoie